# Chalair Aviation
Chalair Aviation (in precedenza conosciuta sempicemente come Chalair) è una compagnia aerea regionale francese con sede nell'aeroporto di Caen-Carpiquet, dipartimento di Calvados.

## Storia
La società fu fondata nel 1986 per effettuare voli privati e piccoli charter. Il velivolo di maggiori dimensioni era il Beechcraft 1900. Successivamente furono effettuate operazioni per conto di altri vettori quali l'ormai scomparsa Airlinair (rotta Caen↔Parigi). Nel 1997 furono intrapresi propri voli di linea con biturbina ATR 42 e poi anche ATR 72.
Attualmente opera anche voli di diverso genere: privati per uomini d'affari, aerotaxi, trasporto merci, trasporto medico e sanitario.

## Flotta
- 3 ATR 42
- 1 ATR 72
- 8 Beechcraft 1900D
- 2 Beechcraft 200 (Super King Air)